# Ulrich Grober

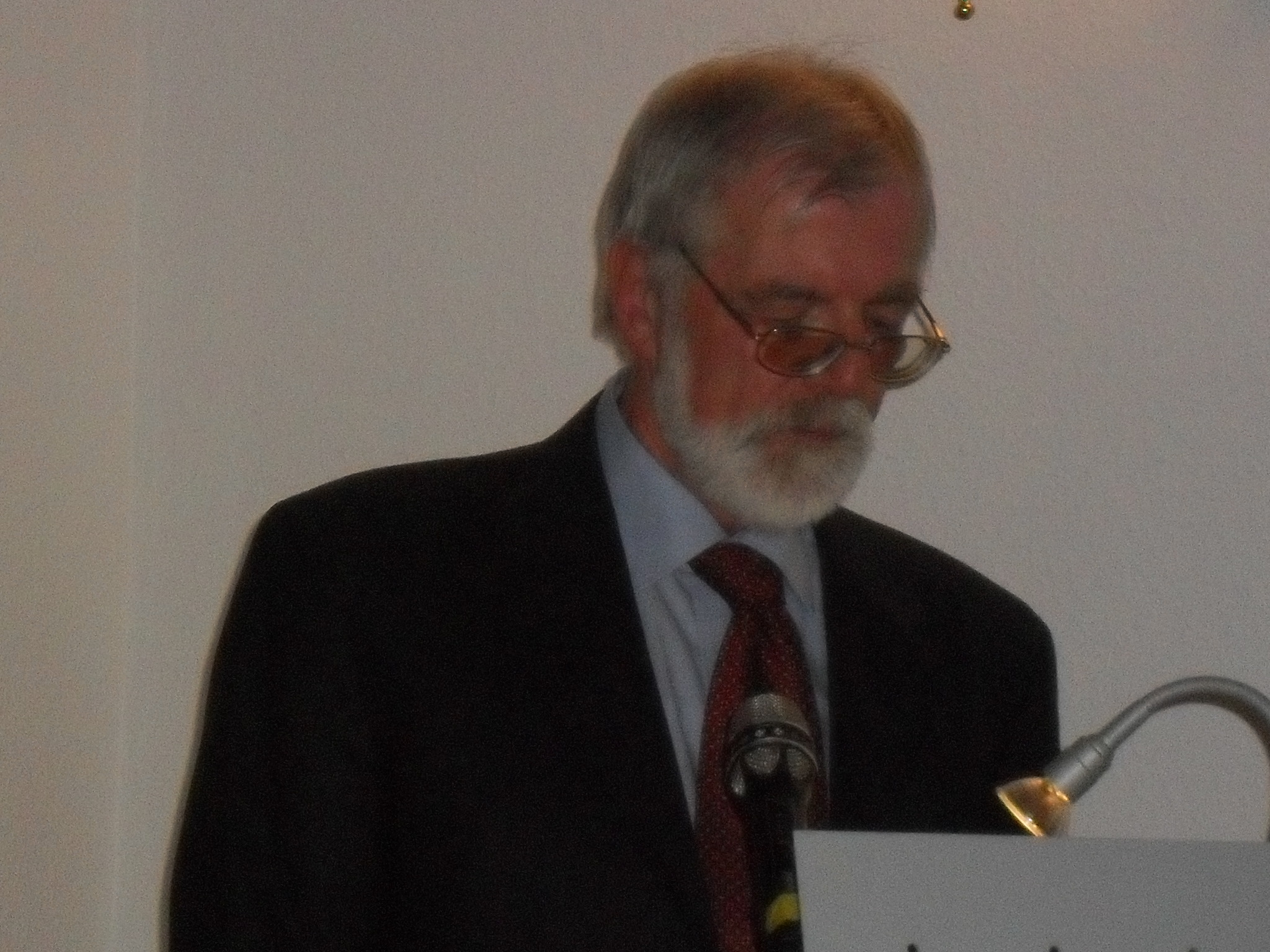
Ulrich Grober (2012)

Ulrich Grober (* 1949 in Lippstadt) ist ein deutscher Journalist, Publizist und Autor.

## Leben
Ulrich Grober studierte Germanistik und Anglistik an den Universitäten in Frankfurt am Main und in Bochum. Er arbeitet als freier Journalist und Publizist. Grober schreibt Bücher, Essays und arbeitet für Zeitungen (u. a. Die Zeit). Er macht Reportagen, Radiosendungen und Dokumentationen. Er hält Vorträge und veranstaltet Seminare. Bevorzugte Themen sind Kulturgeschichte und Zukunftsvisionen, Naturerfahrung und Nachhaltigkeit, Ökotourismus und Kunst des Wanderns.
Grober befasst sich insbesondere mit Nachhaltigkeit. Er verfasste das Buch Die Entdeckung der Nachhaltigkeit (2010). Im Jahr 2012 wurde es ins Englische übersetzt. Die Royal Society lud ihn 2013 ein, seine Erkenntnisse zur Nachhaltigkeit darzustellen 2014 diente ein Text von Grober der UNO in ihrem „Global Sustainable Development Report“ (siehe Link unten) als Referenz für die Geschichte des Konzepts Nachhaltigkeit. In seinem neuesten Buch Die Sprache der Zuversicht (2022) erhebt er Einspruch gegen die Endzeitstimmung, die uns lähmt.
Er lebt mit seiner Frau in Marl in Westfalen.

## Auszeichnungen
2011 erhielt Grober den Brandenburgischen Literaturpreis Umwelt vom Umweltministerium in Brandenburg. In der Presseerklärung heißt es u. a.: Grober leiste mit seinem Buch einen wichtigen Beitrag dazu, dass Nachhaltigkeit nicht zum Modewort verkommt, sondern die Idee vom nachhaltigen Denken, Leben und Handeln die Köpfe und Herzen der Menschen im Alltag erreicht. Dabei zeichnet er in unterhaltsamer und gut lesbarer Form die historische Entwicklung des Wortes nach. Der Leser erfährt auf einer Gedankenreise vom Buch Genesis über mittelalterliche Klöster, barocke Verwaltungssprache, Woodstock und John Lennon – um nur einige Stationen zu nennen – Erstaunliches über und um den Begriff der Nachhaltigkeit. Die Laudatio hielt der Umwelt-Jurist Klaus Bosselmann.
2014 wurde Grober zusammen mit Ernst-Ulrich von Weizsäcker der Hans-Carl-von-Carlowitz-Nachhaltigkeitspreis 2014 der Sächsischen Carlowitz-Gesellschaft verliehen. Die Laudatio hielt Ministerpräsident a. D. Kurt Biedenkopf. Im selben Jahr wurde er in das Festkuratorium für das 250. Jubiläum der TU Bergakademie Freiberg berufen.

## Rezeption
- zu Die Entdeckung der Nachhaltigkeit: „Mit seinem Werk möchte er eine Sensibilisierung der Menschen für diese fundamentale Aufgabe der Zukunft erzielen, indem er zeigt, wie sich intuitives Vorsorgedenken zu einem Begriff kristallisierte, wie sich Träume und Hoffnungen aus den Epochen der Menschheitsgeschichte speicherten und zu einer Zukunftsvision werden ließen. Er zeigt, wie sich unter dem Begriff der Nachhaltigkeit ein ganzes Wortfeld mit mittlerweile alltäglichen Vokabeln wie Ökologie, Umwelt, Lebensqualität und Management herausbildete. Damit ist sein Buch aktuell und historisch zugleich und dient dazu aus der Distanz heraus Maß zu nehmen und Maßstäbe zu setzen, um die Gedankenwelt, den Begriff und das Wortfeld Nachhaltigkeit neu zu vermessen.“ Lexikon der Nachhaltigkeit.[6]

- Ein großer Wurf – eine Rezension von Prof. Udo Simonis[7]

- „Ulrich Grober gehört zu den aktiven und mutigen Streitern gegen die Verweigerung der Wirklichkeit und für ein ganzheitliches Verständnis. Den Folgen unseres wachstumsgetriebenen Raubbaus an der Natur und an unseren existentiellen Lebensgrundlagen will er die Aufmerksamkeit sichern, aus der ein Gefühl der Mitverantwortung erwachsen kann.“, Kurt Biedenkopf,[8] Freiberg 2015

- „Der Autor Ulrich Grober beschreibt Nachhaltigkeit, wie ich finde, treffend „als einen Kompass, als unser Navigationsgerät für eine Reise in ein unbekanntes Territorium – die Zukunft“. Mit einem solchen Navigationsgerät können wir uns vornehmen, immer wieder ganz konkrete Ziele zu erreichen.“[9] Angela Merkel bei der 16. Jahreskonferenz des Rates für Nachhaltige Entwicklung, am 31. Mai 2016.[10]

- „Wer sich auf das neue Buch von Ulrich Grober wirklich einlässt, wird stark beeindruckt sein und tief beeinflusst werden - durch das, was sich allgemein ändern muss, was sich bereits geändert hat und das, was an konkreter Veränderung im Sinne strikter Nachhaltigkeit noch ansteht.“ Prof. Udo E. Simonis[11]

- „Es mag sein, dass Grober die systematischen Zwänge im Kapitalismus und die Macht der politischen Beharrungskräfte ein wenig unterschätzt. Und es mag ebenfalls sein, dass er die Hoffnungszeichen ein wenig überschätzt, schließlich halten zahlreiche ökologisch desaströse Entwicklungen weltweit unvermindert an. Und doch ist die Lektüre dieses Buchs ein Gewinn, weil Grober erzählt, was möglich ist, mit etwas Mut.“ Reinhard Loske[12]

- „In Hauffs Märchen hilft ein Zauberer, den Stein gegen das Herz zurückzutauschen. Grober setzt darauf, dass im Schoß des Alten das Neue entsteht: Die schimmernde Perle wächst in der harten und rauhen Schale der Muschel heran.“ Hanne Tuegel[13]

- „Ich definiere Nachhaltigkeit als die Einheit von Selbstsorge, Fürsorge und Vorsorge.“[14]

- Das Buch von Ulrich Grober ist ein ganz besonderes Buch. Es ist voller Inspirationen für eine bessere Welt, für das Überstehen prekärer Zeiten; es schafft Assoziationen zur inhaltlichen Deutung und Umdeutung von elementaren Wörtern und Begriffen, Sprüchen und ikonischen Bildern; es fördert mentale Phantasie und öffnet Wege zu Empathie, Nachhaltigkeit und Furchtlosigkeit (…) von Udo Ernst Simonis[15]

## Publikationen (Auswahl)
Bücher
- 1998: Ausstieg in die Zukunft. Eine Reise zu Öko-Siedlungen, Energie-Werkstätten und Denkfabriken. Chr. Links Verlag, Berlin 1998, ISBN 3-86153-159-3.[16]
- 2005: Der Liederdichter Paul Gerhardt in Berlin, Mittenwalde und Lübben 1642–1676. (= Frankfurter Buntbücher. 30). Kleist-Museum Frankfurt (Oder), 2005, ISBN 3-942476-42-8.
- 2006: Vom Wandern. Neue Wege zu einer alten Kunst. Zweitausendeins Verlag, Frankfurt 2006, ISBN 3-86150-772-2; Taschenbuchausgabe: rororo 62685, Reinbek 2011
- 2010: Die Entdeckung der Nachhaltigkeit. Kulturgeschichte eines Begriffs. Kunstmann Verlag, München 2010, ISBN 978-3-88897-648-3.
  - Sustainability. A cultural history. Übers. aus dem Deutschen von Ray Cunningham. Verlag Green Books, Totnes UK 2012, ISBN 978-0-85784-045-5.
- 2016: Der leise Atem der Zukunft. Vom Aufstieg nachhaltiger Werte in Zeiten der Krise. 315 Seiten. Oekom-Verlag, 2016, ISBN 3-86581-807-2; Taschenbuchausgabe: oekom Verlag, München 2018
- 2017: Vom Wert der Nachhaltigkeit. Traditionen und Visionen einer Leitidee. Schriftenreihe Nachhaltigkeit der Hessischen Landeszentrale für politische Bildung, Wiesbaden 2017, ISBN 3-943192-41-5.
- 2018: Paul Gerhardt in Berlin, Mittenwalde und Lübben 1642 – 1676 (vermehrte und veränderte Auflage), (Frankfurter Buntbücher 30); ISBN 978-3-947215-21-8 Verlag für Berlin-Brandenburg
- 2022: Die Sprache der Zuversicht – Inspirationen und Impulse für eine bessere Welt, oekom Verlag, München, ISBN 978-3-96238-368-8

Artikel, Beiträge, Sonstiges
- 1993: Sommergesang. Variationen über ein altes Lied. Hörstück über Paul Gerhardt. Ostdeutscher Rundfunk Brandenburg und WDR Köln, 1993.
- 2012: Was allen gehört. Über die Wiederkehr der Allmende. Eine Spurensuche. In: Greenpeace Magazin. 3/2012.[17]
- 2013: Große Landschaft. Die Exotik der Nähe in Wenses Wandernotaten. Vortrag in Kassel 2013.[18]
- 2015: Wider den Raubbau. Der Beitrag Freibergs zum modernen Leitbild Nachhaltigkeit. Hrsg. TU Bergakademie Freiberg, 2015, DNB 103509777X.
- 2019: Ein europäisches Wir schaffen . . . über den Aufstieg nachhaltiger Werte in Zeiten der Krise; Interview von Wolfgang Fleckenstein in: Luxemburger Wort, Glaube & Leben./14. April 2019, S. 32
- 2020 (10. Februar): Eine andere Welt ist möglich – die tiefen Wurzeln einer aktuellen Parole; Radio-Essay (22.05 Uhr)
- 2022 (November), Interview, WDR5, Das philosophische Radio: Was kann ihre Zuversicht nähren?[19]
- Ressource Zuversicht, 25. Oktober 2023; Stiftung Demokratie: https://www.youtube.com/watch?v=UJmNJ6qbSOg (Vortrag Youtube)